# 장광균
장광균(張光均, 1981년 3월 14일~)은 대한민국의 배구 선수, 지도자로 현역 시절 포지션은 레프트이다. 대한항공 배구단에서 대부분의 선수 생활을 보냈고, 현재 대한항공의 코치를 맡고 있다.

## 클럽 경력
함안군 출신이다.
인하대학교 시절 2002년과 2003년 2년 연속으로 대학배구 최강전 우승을 거머쥐었고 4년 동안 권영민, 구상윤과 함께 인하대학교가 10번이 넘는 우승을 차지하는 데 주역으로 활약했다. 2003년 대학 배구 최강전에서 최우수 선수(MVP)로 선정되었다. 같은 해 연고 팀 대한항공의 지명을 받아 입단해 경기를 뛰기 시작하였고 첫 해 신인왕을 차지할 정도로 뛰어난 기량을 선보였으나, 다음 해 2년차 징크스를 보여 그럴 듯한 성적을 내지 못해 당시 대한항공 문용관 당시 감독의 권유로 프로 2년차를 마치고 2005년 상무에 입대했다.
2년 간 상무에서 경기를 하면서 기본기가 더욱 탄탄해졌다는 평가를 들었고, 제대하여 2007~2008 시즌에 소속 팀으로 돌아왔다. 그는 이 시즌에서 수비는 물론 공격에서도 발군의 실력을 보여 주었고, 공격 성공률로 수상자가 정해지는 정규리그 공격상 수상자로 선정되었다. 그 뒤 2012~2013 V-리그가 시작하기 전 1년 임대 형식으로 한국전력에 하경민을 상대로 맞임대되었다. 2013년 KOVO 안산컵 대회를 마지막으로 현역에서 은퇴했다.

## 국가대표팀 경력
인하대학교 재학 중이던 2001년 8월에 폴란드 브로츠와프에서 열린 세계 주니어 선수권 대회에 참가하여 아시아에서 가장 높은 순위인 6위를 기록했다. 
2003년 8월에 대구광역시에서 열린 2003년 하계 유니버시아드에서 금메달을 획득하며 처음으로 성인 국제 무대에 출전했다. 같은 해 11월에 일본에서 열린 월드컵에 참가하였고, 대한민국 대표팀은 6위를 기록했다. 이후 상무에서 뛰던 때인 2006년에 세계 군인 배구 선수권 대회에서 우승을 차지했다.
2008년에 다시 국가대표로 발탁되었고, 그 해 여름에 일본에서 열린 2008년 하계 올림픽 예선과 브라질에서 열린 월드리그에 참가하였다. 그러나 올림픽 진출에는 실패했고, 월드리그도 최하위인 13위에 그쳤다. 이후 같은 해 9월에 제1회 AVC컵 남자 배구 대회에 참가하여 팀의 준우승에 기여했다.

## 지도자 경력
현역 은퇴 후 자신이 선수 생활을 보낸 대한항공 배구단의 코치가 되었다.
2016년 2월 11일 김종민 감독이 성적 부진으로 사임하자, 감독 대행을 맡았다. 이후 박기원 감독이 취임하자 다시 코치직으로 복귀했다.

## 수상 기록
- 2003년 대학배구최강전 최우수선수(MVP)
- 2007년 KOVO컵 마산프로배구 최우수선수
- 2008년 NH농협 2007~2008 V-리그 공격상